# Cor van der Hoeven

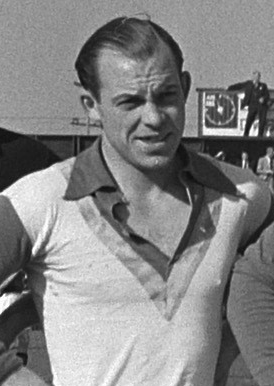
Cor van der Hoeven (1947)

Cornelius „Cor“ van der Hoeven (* 12. Mai 1921 in Amsterdam; † 1. Februar 2017) war ein niederländischer Fußballspieler.

## Sportlicher Werdegang
Van der Hoeven begann seine Karriere Ende der 1930er Jahre beim Amsterdamer Klub DWS. 1948 wechselte er zu Ajax Amsterdam, bis 1951 bestritt er für den Klub 52 Meisterschaftsspiele. Dabei spielte er sich in die Notizbücher des KNVB und bestritt 1950 drei Länderspiele für die niederländische Nationalmannschaft. Anschließend spielte er bei Wilhelmina Vooruit, wo er später seine Karriere beendete.